# Sängkammartjuven
Sängkammartjuven är en svensk komedifilm från 1959 i regi av Göran Gentele. I huvudrollerna ses Gaby Stenberg och Jarl Kulle.

## Handling
När nyblivna änkan och miljonärskan Madeleine Messing ses och interagerar med en gammal bekantskap, författaren Johan Wenkel på Bromma flygplats är tidningarna inte sena med att gå ut med romansrykten. Madeleine försöker tillsammans med sin advokat förneka tidningsskriverierna, men genom ett antal händelser fortsätter Johnny och Madeleine att stöta ihop. Samtidigt härjar en mystisk "sängkammartjuv" i Stockholm - VEM kan det vara, tro ? (Miljonärsvillan i filmen är Högberga gård på Lidingö.)

## Om filmen
Filmen hade biopremiär annandag jul 1959 och har senare även visats i Sveriges Television. Den är filmad i Eastmancolor och regisserades av Göran Gentele som även skrev manus. Det blev skådespelaren Douglas Håges sista film; han avled månaden innan premiären. 
I huvudrollerna återkom till stor del samma skådespelare som medverkat i Genteles Fröken April som blev en framgång 1958.

## Rollista
- Jarl Kulle – Johan "Johnny" Wenkel, författare
- Gaby Stenberg – Madeleine Messing, generalkonsulinna
- Lena Söderblom – Lola Hallberg, Madeleines sekreterare
- Holger Löwenadler – advokat Kurt Månstedt
- Lars Ekborg – Anders Månstedt, Kurts son
- Douglas Håge – Eriksson, betjänt
- Björn Gustafson – "Don Roberto", Lolas bror
- Hjördis Petterson – partygäst med juveler
- Rune Halvarsson – Carlsson
- Birgitta Andersson – journalist
- Inga Gill – servitris
- Helena Reuterblad – Millan Larsson

Ej krediterade, urval:
- Kari Sylwan – Sofie
- Wiveka Ljung – Kiki
- Yvonne Brosset – Marie
- Gösta Prüzelius – poliskommissarie
- Gösta Holmström – polisman
- Christina Schollin – flygvärdinna
- Sune Mangs – journalist
- Tommy Johnson – journalist
- Gösta Krantz – journalist
- Sten Gester – journalist
- Mona Geijer-Falkner – kvinna på gård